# Wiedźmin: Syreny z głębin
Wiedźmin: Syreny z głębin (ang. The Witcher: Sirens of the Deep) – animowany dramat fantasy dla dorosłych z 2025 roku, osadzony w uniwersum Wiedźmina. Reżyserem filmu jest Kang Hei Chul, a scenariusz napisali Mike Ostrowski i Rae Benjamin.
Wiedźmin: Syreny z głębin  został udostępniony na platformie Netflix 11 lutego 2025.
Scenariusz do filmu powstał na podstawie opowiadania Trochę poświęcenia ze zbioru Miecz przeznaczenia autorstwa Andrzeja Sapkowskiego.

## Fabuła
Geralt z Rivii zostaje wynajęty do zbadania serii ataków w nadmorskiej wiosce i zostaje wciągnięty w trwający od wieków konflikt między ludźmi a morskimi stworzeniami. Musi zwrócić się do przyjaciół aby rozwiązać tę zagadkę, zanim wrogość między dwoma królestwami przerodzi się w wojnę.

## Obsada

### Wersja oryginalna[5]
- Doug Cockle jako Geralt z Rivii
- Joey Batey jako Jaskier
- Christina Wren jako Essi Daven
- Camrus Johnson jako książę Agloval
- Simon Templeman jako król Usveldt
- Ray Chase jako Zelest
- Mallory Jansen jako Meluzyna
- Emily Carey jako Sh'eenaz
- Cynthia Kaye McWilliams jako Królowa Dahut
- Anya Chalotra jako Yennefer z Vengerbergu

### Polski dubbing[6]
- Jacek Rozenek jako Geralt z Rivii
- Marcin Franc jako Jaskier
- Sara Lityńska jako Essi Daven
- Krystian Pesta jako książę Agloval
- Włodzimierz Matuszak jako król Usveldt
- Mateusz Łasowski jako Zelest
- Katarzyna Kropidłowska jako Meluzyna
- Julia Chatys jako Sh'eenaz
- Aleksandra Grzelak jako Królowa Dahut
- Justyna Kowalska jako Yennefer z Vengerbergu

## Produkcja
We wrześniu 2021 roku na Tudum: A Netflix Global Fan Event, Netflix po raz pierwszy ogłosił opracowanie drugiego pełnometrażowego filmu anime po Wiedźminie: Zmora Wilka. W kolejnych miesiącach producent wykonawczy Tomasz Bagiński oświadczył, że film będzie bezpośrednio oparty na dziele Andrzeja Sapkowskiego. Netflix współpracował z południowokoreańskimi Studio Mir, Studio IAM, Platige Image i Hivemind podobnie jak w przypadku Zmory Wilka. Ogłoszono premierę na 2024 rok, jednak została ostatecznie opóźniona do 11 lutego 2025 roku.